# Norbert Lammert

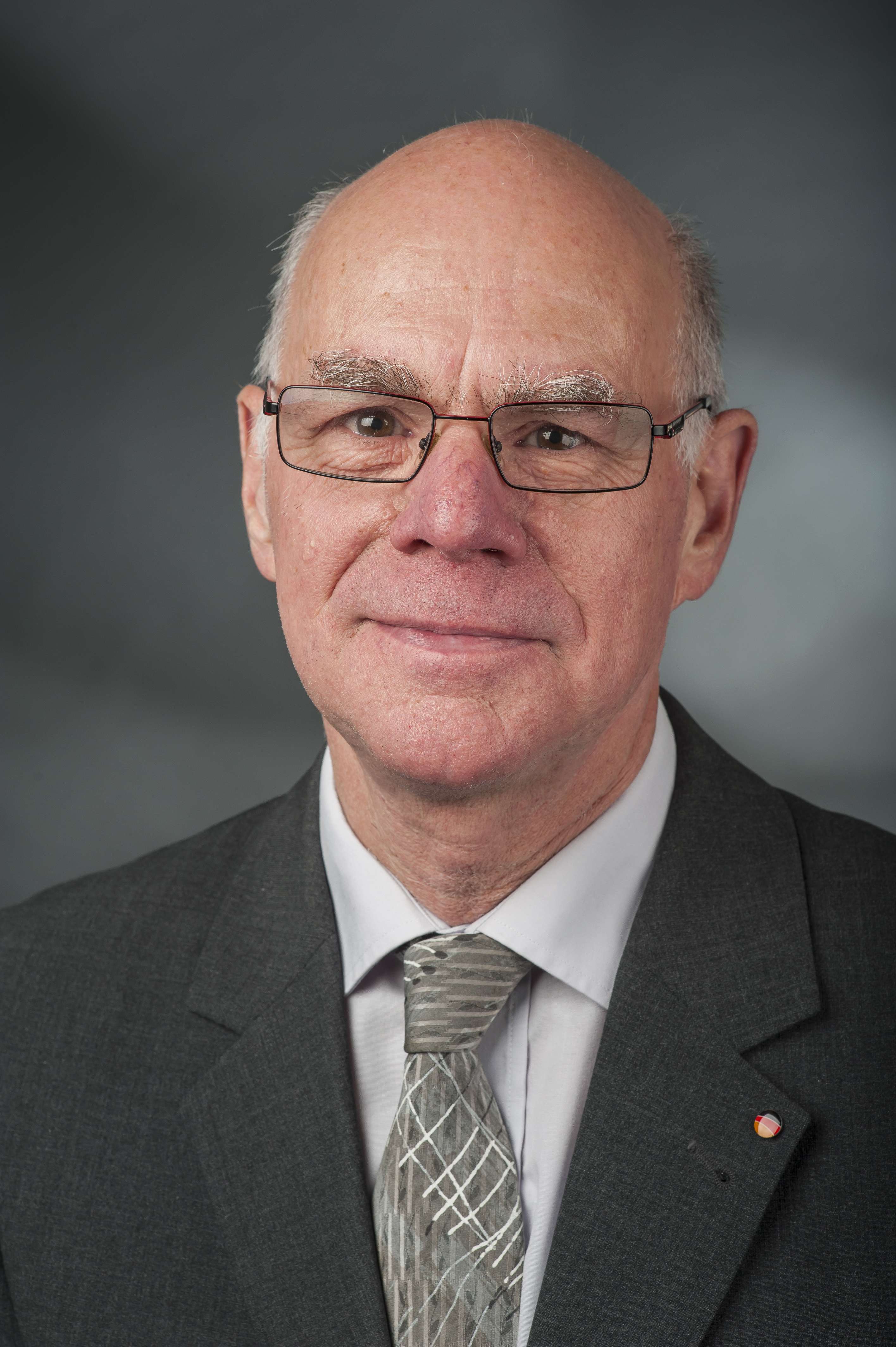
Norbert Lammert (2014)

Norbert Lammert (* 16. November 1948 in Bochum) ist ein deutscher Politiker (CDU). Er gehörte von 1980 bis 2017 dem Deutschen Bundestag an und war von 1989 bis 1998 Parlamentarischer Staatssekretär. Er war von 2002 bis 2005 Vizepräsident und im Anschluss bis 2017 Präsident des Bundestages. Seit dem 1. Januar 2018 ist Lammert Vorsitzender der Konrad-Adenauer-Stiftung.

## Leben

### Kindheit, Ausbildung, akademische Karriere
Norbert Lammert wurde als erstes von sieben Kindern des Bäckermeisters Ferdinand Johannes Lammert (1922–2018) und dessen Ehefrau Hildegard Lammert, geborene Potthast (1923–2008), in Bochum geboren und wuchs dort in einem katholisch geprägten Elternhaus auf. Nach dem Abitur am altsprachlich-humanistischen Gymnasium am Ostring in Bochum 1967 absolvierte er den Wehrdienst bei der Artillerietruppe in Ahlen und Dülmen.
Von 1969 bis 1972 studierte Lammert als Stipendiat der Bischöflichen Studienförderung Cusanuswerk Politische Wissenschaft, Sozialökonomie und Soziologie sowie Neuere Geschichte und  Geschichte an der Ruhr-Universität Bochum und der University of Oxford. 1972 schloss er in Bochum sein Studium als Diplom-Sozialwissenschaftler ab und wurde 1974 bei Erwin Faul an der sozialwissenschaftlichen Fakultät der Universität Bochum mit der Dissertation Die Bedeutung regionaler und nichtregionaler Organisationsstrukturen im Willensbildungsprozess politischer Parteien auf unterer Organisationsebene zum Dr. rer. soc. promoviert. Die Promotionsschrift wurde 1976 unter dem Titel Lokale Organisationsstrukturen innerparteilicher Willensbildung – Fallstudie am Beispiel eines CDU-Kreisverbandes im Ruhrgebiet bei der Konrad-Adenauer-Stiftung veröffentlicht.
Von 1972 bis 1991 war Lammert als freiberuflicher Dozent in der Erwachsenen- und Weiterbildung tätig, von 1983 bis 1989 war er Lehrbeauftragter für Politikwissenschaft an der Fachhochschule Bochum (Abteilung Wirtschaft) und der Fachhochschule Hagen (Abteilung Öffentliche Verwaltung).
Seit 2004 hat Lammert einen Lehrauftrag an der Ruhr-Universität Bochum, an der er seit 2008 Honorarprofessor ist.

### Parteilaufbahn
Lammert trat 1964 in die Junge Union ein und wurde 1966 Mitglied der CDU. 1975 wurde er in den Bochumer Stadtrat gewählt, wo er bis 1980 Ratsherr blieb. Von 1978 bis 1984 war er außerdem stellvertretender Landesvorsitzender der Jungen Union in Westfalen-Lippe. Von 1986 bis 2008 war er Mitglied des CDU-Landesvorstandes von Nordrhein-Westfalen und von 1986 bis 2008 Vorsitzender des CDU-Bezirksverbandes Ruhrgebiet, dessen Ehrenvorsitzender er seitdem ist.
Für die Landtagswahl in Nordrhein-Westfalen 1995 bewarb er sich um die Spitzenkandidatur der CDU, unterlag aber in einem Mitgliederentscheid Helmut Linssen. Lammert war Mitglied des Präsidiums der CDU.
Am 1. Dezember 2017 wurde Lammert als Nachfolger von Hans-Gert Pöttering zum Vorsitzenden der Konrad-Adenauer-Stiftung gewählt.

### Abgeordnetentätigkeit
Seit 1980 war Lammert Mitglied des Deutschen Bundestages. Hier war er von 1983 bis 1989 stellvertretender Vorsitzender des Ausschusses für Wahlprüfung, Immunität und Geschäftsordnung. Von 1996 bis 2006 war er Vorsitzender der Landesgruppe Nordrhein-Westfalen in der CDU/CSU-Bundestagsfraktion und von 1998 bis 2002 kultur- und medienpolitischer Sprecher der CDU/CSU-Fraktion.

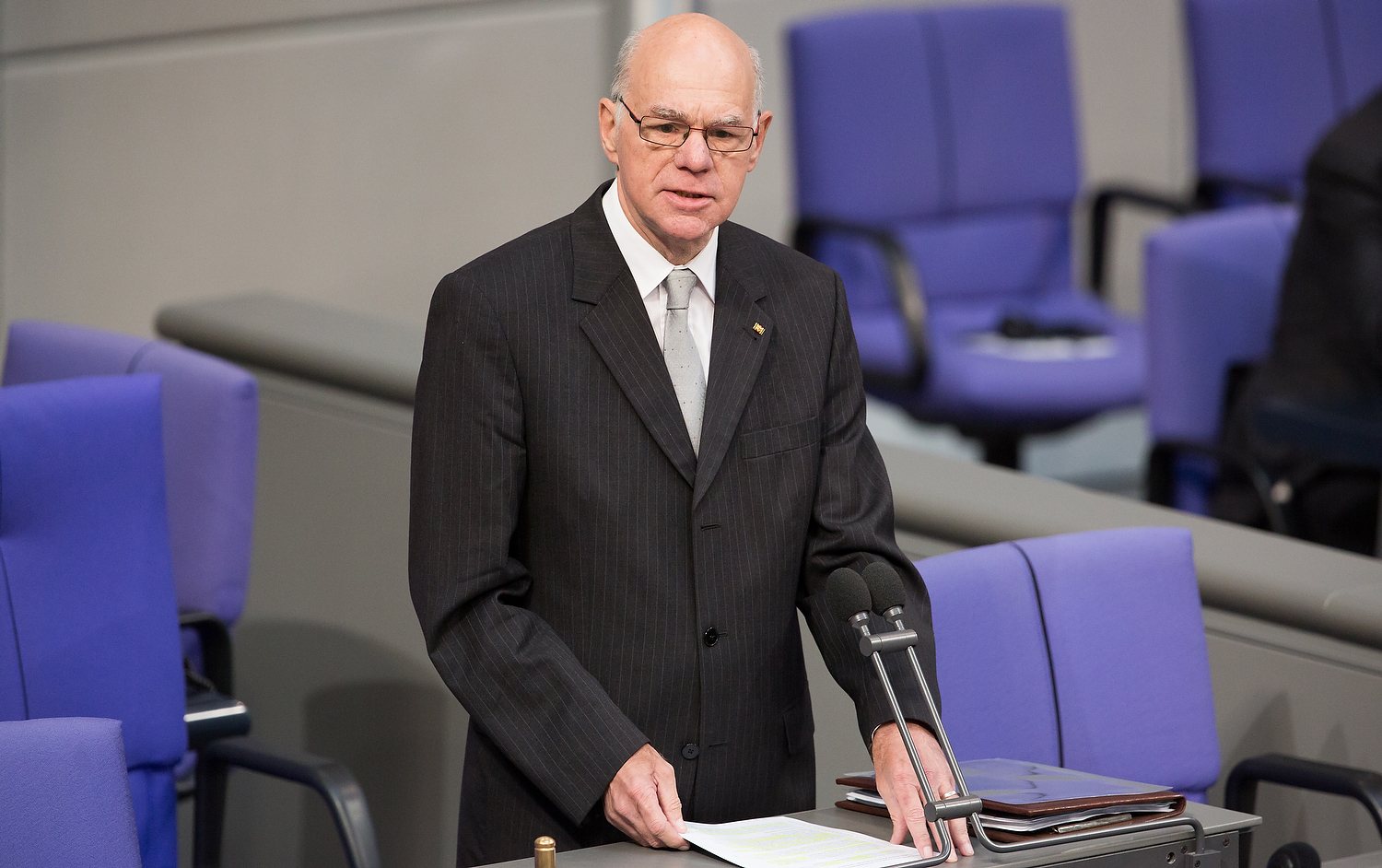
Norbert Lammert im Deutschen Bundestag, 2014

Am 17. Oktober 2002 wurde Lammert zu einem der Vizepräsidenten des Deutschen Bundestages gewählt. Nach der Bundestagswahl 2005 nominierte ihn die CDU/CSU-Bundestagsfraktion am 11. Oktober 2005 einstimmig für das Amt des Bundestagspräsidenten. In der konstituierenden Sitzung des 16. Deutschen Bundestages am 18. Oktober 2005 wurde Lammert im ersten Wahlgang mit 564 von 606 Stimmen (93,1 % der gültigen Stimmen) zum Bundestagspräsidenten gewählt. Dies war das beste Wahlergebnis eines Bundestagspräsidenten bei der Erstwahl und das insgesamt zweitbeste Ergebnis für einen Kandidaten nach Hermann Ehlers 1953 (95,9 % = 467/487).
Bei der konstituierenden Sitzung des 17. Deutschen Bundestages am 27. Oktober 2009 wurde Lammert mit 84,6 % der gültigen Stimmen im ersten Wahlgang in seinem Amt bestätigt. Lammert ist stets über die Landesliste der CDU Nordrhein-Westfalen in den Bundestag eingezogen. Bei der Bundestagswahl 2013 wiedergewählt, wurde er bei der konstituierenden Sitzung des 18. Deutschen Bundestages am 22. Oktober 2013 mit 94,6 % der gültigen Stimmen als Bundestagspräsident bestätigt.
Lammert ist der erste Bundestagspräsident, der vier Mal eine Bundesversammlung leitete (2009, 2010, 2012 und 2017). Zudem ist Lammert – obwohl Eugen Gerstenmaier insgesamt zwei Jahre länger amtierte – der bisher einzige Bundestagspräsident, der das Amt über drei ganze Legislaturperioden ausübte.
Im Oktober 2016 teilte Lammert mit, dass er bei der Bundestagswahl 2017 nicht mehr kandidieren würde. Am 5. September 2017 hielt er seine letzte Rede dort und schied mit dem Ende des 18. Bundestages aus dem Parlament aus.

### Öffentliche Ämter
Am 21. April 1989 wurde Lammert als Parlamentarischer Staatssekretär beim Bundesminister für Bildung und Wissenschaft in die von Bundeskanzler Helmut Kohl geführte Bundesregierung berufen. Nach der Bundestagswahl 1994 wechselte er am 17. November 1994 in gleicher Funktion zum Bundesminister für Wirtschaft.
Unter anderem war er als Koordinator der Bundesregierung für die Luft- und Raumfahrt zuständig. Für diesen Bereich blieb er weiterhin verantwortlich, als er Mitte Mai 1997 ins Verkehrsministerium wechselte.
Nach der Bundestagswahl 1998 schied Lammert am 26. Oktober aus der Bundesregierung aus.

### Sonstiges Engagement
Lammert ist seit 2004 „neutrales Mitglied“ im Aufsichtsrat der Ruhrkohle AG. Er leitet die Vergütung vollständig an die von der CDU-nahen Konrad-Adenauer-Stiftung verwaltete, gemeinnützige Norbert-Lammert-Stiftung weiter. Er ist Mitglied im Senat der Deutschen Nationalstiftung.
Am 23. April 2016 wurde er vom Deutschen Brauer-Bund zum Botschafter des deutschen Bieres ernannt.
Er unterstützt die vorgeschlagene Aufnahme der deutschen Sprache als Landessprache ins Grundgesetz.

### Entkräfteter Plagiatsvorwurf
Im Juli 2013 erhob ein Blogger unter dem Pseudonym Robert Schmidt den Vorwurf wissenschaftlichen Fehlverhaltens in Lammerts Dissertation. Lammert stellte ein Digitalisat der Dissertation daraufhin ins Internet und bat die Ruhr-Universität Bochum, diese zu prüfen. „Das ist eine seriöse Dissertation, die üblichen Standards entspricht – und auch den damaligen Arbeitsmethoden mit Zettelkasten“, sagte Hans-Otto Mühleisen, bei dem Lammert abgeschrieben haben soll, nach Prüfung der Arbeit. „Ich fühle mich ausreichend zitiert.“
Im November 2013 ließ die Ruhr-Universität Bochum erklären, die Plagiatsvorwürfe gegen Lammert seien nicht gerechtfertigt. Die Dissertation enthalte zwar vermeidbare Zitierfehler, es gebe aber kein wissenschaftliches Fehlverhalten. Ein Verfahren zur Aberkennung des Doktorgrades werde nicht eröffnet.

### Privates
Norbert Lammert ist seit 1971 mit Gertrud Lammert, geborene Wilmes, verheiratet, die als Lehrerin für Deutsch und katholische Religion tätig war. Zusammen haben sie vier Kinder.

## Rezeption
Am 10. März 2006 entschied Lammert als Bundestagspräsident angesichts einer Klage mehrerer Bundestagsabgeordneter beim Bundesverfassungsgericht, die nach dem Verhaltenskodex des 16. Deutschen Bundestages veröffentlichungspflichtigen Angaben zu Nebentätigkeiten oder Zusatzeinkünften nicht zu diesem Zeitpunkt zu veröffentlichen, sondern später. Nach Kritik veröffentlichte der Bundestag am 5. Juli 2007 alle Nebentätigkeiten seiner Mitglieder, nachdem das Bundesverfassungsgericht die Klage am Tag zuvor abgewiesen hatte.
Im Zusammenhang mit einer geplanten Erhöhung der Diäten der Bundestagsabgeordneten lancierte die Bild-Zeitung im Jahr 2006 eine Kampagne gegen Lammert. Der Ältestenrat des Deutschen Bundestages stellte sich geschlossen hinter den Präsidenten.
In Kritik geriet Lammert im August 2007, weil er Strafanzeigen und Strafverfolgungsermächtigungen an Staatsanwaltschaften weiterleitete, ohne die von Siegfried Kauder und Max Stadler schriftlich formulierten Befürchtungen, die Pressefreiheit könnte durch Verfahren gegen Journalisten beeinträchtigt werden, mitzuversenden. Bei den Verfahren mehrerer Staatsanwaltschaften gegen Journalisten ging es um die Veröffentlichung angeblich geheimer Akten aus dem Ausschuss zur Untersuchung angeblicher Bespitzelung von Journalisten durch den BND. Kritiker äußerten die Befürchtung, durch die Ermittlungen werde das Journalisten zustehende Zeugnisverweigerungsrecht entwertet.
Lammert wurde im Juni 2010 nach dem Rücktritt des Bundespräsidenten Horst Köhler als möglicher Nachfolger genannt. In diesem Zusammenhang charakterisierte ihn Die Zeit als Intellektuellen, der Kanzlerin Merkel „als Hüter der Parlamentssouveränität nervte und sich als Bundestagspräsident in allen politischen Lagern Respekt verschaffte“. Nachdem Joachim Gauck im Juni 2016 angekündigt hatte, für die Wahl des deutschen Bundespräsidenten 2017 nicht mehr zu kandidieren, war Lammert erneut als möglicher Kandidat für das Amt des Bundespräsidenten im Gespräch. Am 2. November 2016 entkräftete Lammert die Spekulation um eine mögliche Kandidatur in einer Sonderausgabe der Sendung Unter den Linden: „Ich habe keinen Zweifel daran, dass es eine ganze Reihe von Frauen und Männern gibt, die nach meiner festen Überzeugung dieses Amt in jeder Beziehung ausfüllen können. Und unter denen findet sich sicher auch jemand, der es gerne machen möchte. Und dazu gehöre ich nicht.“

## Positionen
Nach der Bundestagswahl 2009 kritisierte Norbert Lammert in der ersten Sitzung des 17. Bundestages am 27. Oktober 2009 ARD und ZDF für ihre Entscheidung, die konstituierende Sitzung nur bei Phoenix und nicht in ihren jeweiligen Hauptprogrammen zu übertragen. Die ARD begründete die Entscheidung damit, dass es sich bei der konstituierenden Sitzung des Bundestages eher um einen organisatorischen Akt handelt. Ab 2017 wurde auch in der ARD die konstituierende Sitzung des Bundestages übertragen.
Im Herbst 2010 kritisierte Lammert die Kanzlerin für die von ihr damals propagierte Laufzeitverlängerung deutscher Kernkraftwerke. Merkel revidierte sie ein halbes Jahr später unter dem Eindruck der Nuklearkatastrophe von Fukushima und kündigte stattdessen den Atomausstieg und eine Energiewende an.
In einem Gespräch mit der Financial Times Deutschland im Februar 2012 äußerte Lammert Zweifel an dem engen Zeitplan für den Parlamentsentscheid über weitere Kredite für Griechenland in der dortigen Staatsschuldenkrise. Diese Äußerung sorgte für Aufsehen.
Nach der Bundestagswahl 2013 und seiner erneuten Wahl zum Bundestagspräsidenten kritisierte Lammert einen Qualitätsverfall im deutschen Fernsehen und stellte das System der staatlichen Rundfunkgebühren in Frage.
Angesichts steigender Zahlen von Überhang- und Ausgleichsmandaten engagierte sich Lammert dafür, die Zahl der Mitglieder des Bundestags zu reduzieren.

## Auszeichnungen
- 1998: Aerospace-Trophäe
- 2006: Träger der Fiege-Bierkutschermütze für besonderen Einsatz für das Ruhrgebiet
- 2006: Großkreuz des Verdienstordens der Italienischen Republik
- 2006: Großkreuz des Verdienstordens der Republik Ungarn
- 2007: Großkreuz des Verdienstordens der Bundesrepublik Deutschland[34]
- 2007: Thomas-von-Kempen-Preis[35]
- 2008: Verdienstorden des Landes Nordrhein-Westfalen[36]
- 2010: Bürger des Ruhrgebiets[37]
- 2010: Ehrenmitglied des Deutschen Musikrates[38]
- 2010: Dolf-Sternberger-Preis für öffentliche Rede[39]
- 2011: Förderer des Buches[40]
- 2011: Kommandeur der französischen Ehrenlegion[41][42]
- 2011: Georg-Schulhoff-Preis
- 2012: Eugen-Biser-Preis
- 2013: Pfeifenraucher des Jahres
- 2015: Marbacher Schillerrede[43]
- 2016: Preis der Deutschen Gesellschaft e. V. für Verdienste um die deutsche und europäische Verständigung[44]
- 2016: Rede des Jahres des Seminars für Allgemeine Rhetorik der Universität Tübingen[45][46]
- 2017: Jacob-Grimm-Preis Deutsche Sprache
- 2017: Orden des Fürsten Jaroslaw des Weisen[47]
- 2017: Leo-Baeck-Preis
- 2017: Ökumenischer Predigtpreis[48]
- 2018: Kulturgroschen des Deutschen Kulturrats[49]
- 2021: Ehrenring der Stadt Bochum[50]

Weitere Auszeichnungen (Orden und Verdienstmedaillen) ausländischer Staaten, u. a. Frankreich, Italien, Griechenland, Belgien, Ungarn, Brasilien, Philippinen.

## Schriften (Auswahl)
- Lokale Organisationsstrukturen innerparteilicher Willensbildung. Fallstudie am Beispiel eines CDU-Kreisverbandes im Ruhrgebiet. Eichholz-Verlag, Bonn 1976, ISBN 3-87198-025-0 (Zugl.: Bochum, Univ., Diss., 1974 u.d.T.: Die Bedeutung regionaler und nichtregionaler Organisationsstrukturen im Willensbildungsprozeß politischer Parteien).
- als Herausgeber: Wirtschaft in der Gesellschaft. Entwicklungslinien und Problemfelder der deutschen Wirtschafts- und Gesellschaftsordnung. Olzog, München/Wien 1978, ISBN 3-7892-9821-2.
- Einigkeit. Und Recht. Und Freiheit. 20 Blicke auf unser Land. Herder, Freiburg 2010, ISBN 978-3-451-32509-0.
- Wer vertritt das Volk? Suhrkamp, Berlin 2017, ISBN 978-3518468876.[51]
- Unser Staat. Unsere Geschichte. Unsere Kultur: Verantwortung für Vergangenheit und Zukunft. Herder, Freiburg 2017, ISBN 978-3-451-06898-0.
- Demokratie braucht Demokraten. Freiheit bedeutet Verantwortung. St. Benno Verlag, Mai 2019, ISBN 978-3746254722.
- Christlich Demokratische Union. Beiträge und Positionen zur Geschichte der CDU (Hrsg.). Siedler Verlag, München 2020, ISBN 978-3-8275-0138-7.

## Reden
- Alles nur Theater? Über Macht und Ohnmacht. In: Frankfurter Allgemeine Zeitung, Feuilleton, Nr. 263, Donnerstag, 12. November 2015, S. 14 (gekürzte Fassung der Schillerrede 2015 im Deutschen Literaturarchiv Marbach).

Die Volltexte vieler Reden sind auf Bundestag.de abrufbar.